# Phương ngữ Luo
Phương ngữ Luo, Dholuo hoặc Nilotic Kavirondo, là phương ngữ cùng tên của nhóm ngôn ngôn Luo của nhóm ngôn ngữ Nin, được nói bởi khoảng 6 triệu người Luo tại Kenya và Tanzania, trở xuống bờ đông của hồ Victoria và khu vực phía Nam. Nó được sử dụng để phát sóng trên KBC (Tập đoàn phát thanh Kenya, trước đây là Đài tiếng nói Kenya).
Tiếng Luo có thể thông hiểu lẫn nhau với tiếng Alur, tiếng Lango, tiếng Acholi và tiếng Adhola của Uganda. Tiếng Luo và những ngôn ngữ nói trên tất cả đều có liên quan về mặt ngôn ngữ học đến tiếng Luwo, tiếng Nuer, tiếng Bari, tiếng Jur chol của Sudan và Anuak của Ethiopia do nguồn gốc dân tộc chung các dân tộc Luo những người nói ngôn ngữ Luo.
Người ta ước tính rằng tiếng Luo có 90% từ vựng tương tự với Lep Alur (Alur), 83% với Lep Achol (Acholi), 81% với Lango và 93% với Dhopadhola (Adhola). Tuy nhiên, những thứ tiếng này thường được tính là các ngôn ngữ riêng biệt mặc dù có nguồn gốc dân tộc chung do sự thay đổi ngôn ngữ do sự dịch chuyển địa lý gây ra.